# Ten-Cent Daisy
Ten-Cent Daisy ist ein Fantasy-Filmdrama von Lisbon Okafor, das Anfang Oktober 2021 beim Urbanworld Film Festival seine Premiere feierte.

## Handlung

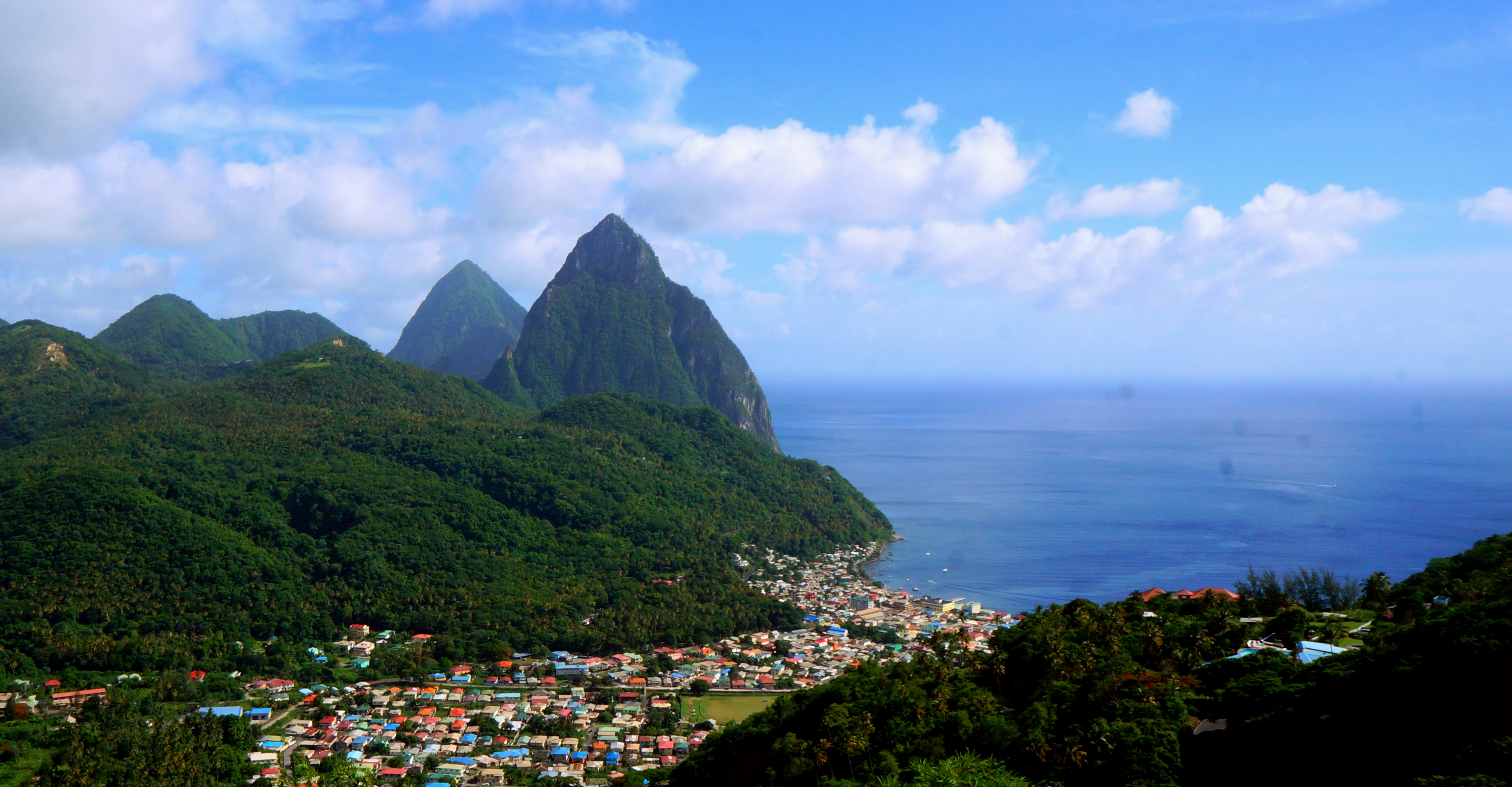
Iris findet Daisey in einem Boot am Strand eines Fischerdorfs. Gedreht wurde auf der Insel St. Lucia

Die 11-jährige Zara lebt bei ihrer Tante Orchid und ihrem Freund Rodorigo. Deren Schwester Violet kümmert sich unterdessen um Zaras Mutter Daisy, was nicht immer leicht ist. Violet arbeitet für verschiedene Menschen als private Reinigungskraft. Als sie Daisy bei einem der Kunden absetzt, die ihr bei dem Job helfen soll, findet diese den nach der nächtlichen Party unter einem Tisch eingeschlafenen Hausherrn Otis. Der arbeitet als Fotograf und findet auf Anhieb Interesse an der schweigsamen jungen Frau. Während Daisy darauf wartet, von ihrer Schwester abgeholt zu werden, will Otis ein Gespräch beginnen, sie zeigt sich jedoch äußerst verschlossen.
Daisy schlendert unterdessen alleine durch die Stadt und wird zufällig von ihrer anderen Schwester Orchid entdeckt. Sie hat Daisy schon lange nicht mehr gesehen und hatte auch zu Violet lange keinen Kontakt. Zum letzten Mal waren sie vor elf Jahren alle zusammen. Ihre Mutter Iris hatte Daisy als Baby am Strand des kleinen Fischerdorfs, in dem sie damals lebten, in einem Boot gefunden, und fortan kümmerten sie sich gemeinsam um sie. Irgendwann musste Iris jedoch ins Gefängnis und ist erst seit kurzem wieder auf freiem Fuß. Es geht ihr aber nicht gut, und wahrscheinlich stirbt sie bald. Orchid nimmt Daisy mit zu sich nachhause und lässt Violet wissen, dass ihre Schwester nun bei ihr ist.
Otis hat eine Veränderung an sich bemerkt. Der Fotograf hatte schlechte Augen und braucht nun plötzlich keine Brille mehr. Violet, die nach einem bedrohlichen Besuch von Drew und Inspector Albert Leonce, zwei Männern, die ebenfalls nach ihrer Schwester suchen, Otis' Hilfe braucht, erzählt ihm von der heilenden Gabe Daisys. Weil sie ihn am Morgen berührt hatte, ist seine Sehkraft wieder normal. Drew und Inspector Albert Leonce konnten durch ihren Besuch herausfinden, wo sich Daisey befindet, dringen in das Haus von Orchid ein, nehmen sie mit und bringen sie zum Anwesen ihres Auftraggebers Richard, einem alten Freund der Schwestern.
Dort wird sie schon sehnsüchtig von Meera erwartet, einer langjährigen Bekannten der ganzen Familie. Vor Daisys Augen steigt sie in einen Pool und offenbart ihre wahre Gestalt. Sie ist eine Meerjungfrau und bittet Daisy zu ihr ins Wasser zu kommen. Als ihre Schwestern in Begleitung von Zara und Otis hinzukommen, werden sie Zeuge eines Wunders als Meera und Daisey sich gemeinsam im Wasser in Nichts auflösen.

## Produktion
Regie führte Lisbon Okafor. Sie wurde in der kleinen Stadt Nkwessi im nigerianischen Bundesstaat Imo geboren, gegen Ende des dortigen Bürgerkriegs. Es handelt sich nach Jujuluv und Oakville um ihren dritten Film. Das Drehbuch schrieben Cheryl Latouche und Obieze Okafor.
Lauren Michelle spielt in der Titelrolle Daisy, Dionne Audain und Ameenah Kaplan ihre Schwestern Violet und Orchid. Obinna Okafor, die Tochter von Regisseurin Lisbon Okafor, spielt Daisys Tochter Zara. Sie spielte bereits in Oakville. Lena St. Clair spielt in Rückblenden die Mutter Iris. Bei dem Baby im Boot, das diese an sich nimmt, handelt es sich um Nchekwubechukwu Okafor. Jamal Ademola spielt den Fotografen Otis, dessen Studio Violet regelmäßig saubermacht, Gordon Greene spielt Inspector Albert Leonce. Margaret Laurena Kemp spielt Meera, Jon Lindstrom ist in der Rolle von Richard zu sehen, auf dessen Anwesen sie lebt, und Zack Gold spielt dessen Mitarbeiter Drew. Larvell Hood spielt Orchids Freund Rodorigo.
Gedreht wurde in Oakland und Sebastopol, Berkeley und auf der Insel St. Lucia in Westindien. Als Kameramann fungierte Steve Condiotti.
Die Filmmusik komponierte Komica Purnell. Wenn Daisy im Bild ist, verwendete er zur Untermalung meist eine Spieluhr-ähnliche Melodie.
Die Premiere erfolgte am 2. Oktober 2021 beim Urbanworld Film Festival. Ab 3. November 2021 wird Ten-Cent Daisy beim American Black Film Festival gezeigt.

## Rezeption

### Kritiken
Stacey Yvonne von Black Girl Nerds schreibt, Ten-Cent Daisy sei einen Besuch wert, wenn man ein Fan modernisierter Nacherzählungen afrikanischer Mythen ist. Lauren Michelle mache einen brauchbaren Job, um die von ihr gespielte Figur zum Leben zu erwecken. Eine weitere herausragende Leistung zeige Ameenah Kaplan mit ihrem unverwechselbaren Charme in der Rolle von Orchid.

### Auszeichnungen
American Black Film Festival 2021
- Nominierung als Bester Film im offiziellen Wettbewerb[3]